# ألبرت كابيكيان
ألبرت زافين كابيكيان (1930-2014) كان عالم فيروسات أمريكي أرمني طور أول لقاح مرخص ضد الفيروس العجلي، وهو السبب الأكثر شيوعًا للإسهال الحاد عند الرضع.  حصل على ميدالية سابين الذهبية لعمله الرائد في اللقاح. وهو المتلقي الثالث عشر الحائز على هذا التقدير، الذي يمنح سنويًا من قبل معهد لقاح سابين. 
يُعرف كابيكيان بوالد أبحاث فيروس التهاب المعدة والأمعاء البشرية، وقد حدد أول فيروس نوروفيروس، كان يسمى في البداية فيروس نورووك، في عام 1972؛ وحدد هو وزملاؤه في المعاهد الوطنية للصحة هوية فيروس التهاب الكبد A عام 1973. 

## دراسته
تخرج كابيكيان من كلية كورنيل الطبية في عام 1956 وبدأ حياته المهنية في المعاهد الوطنية للصحة في عام 1957. في عام 1970 قضى ستة أشهر في المملكة المتحدة حيث درس تقنيات جون ألميدا (عالمة فايروسات) بناءًا على اقتراح رئيسه. تمكنت ألميدا من التقاط الصور الأولى لفيروس كورونا (فيروس تاجي) باستخدام تقنيات جديدة.
في الولايات المتحدة الأمريكية، استخدم هذه التقنيات لتحديد التهاب المعدة والأمعاء غير الجرثومي - فيروس نورواك. 

## حياته
كان رئيس قسم علم الأوبئة في مختبر الأمراض المعديه في المعهد الوطني للحساسيه والأمراض المعديه التابع للمعاهد الوطنية للصحة، وهو منصب شغله لمدة 45 عاماً.
في عام 1998 تم تعيينه نائباً لمدير المعهد الوطني للحساسيه والأمراض المعديه. 

## وفاته
توفي كابيكيان في 24 فبراير 2014 عن عمر يناهز 83 عامًا. 